# تاغيت

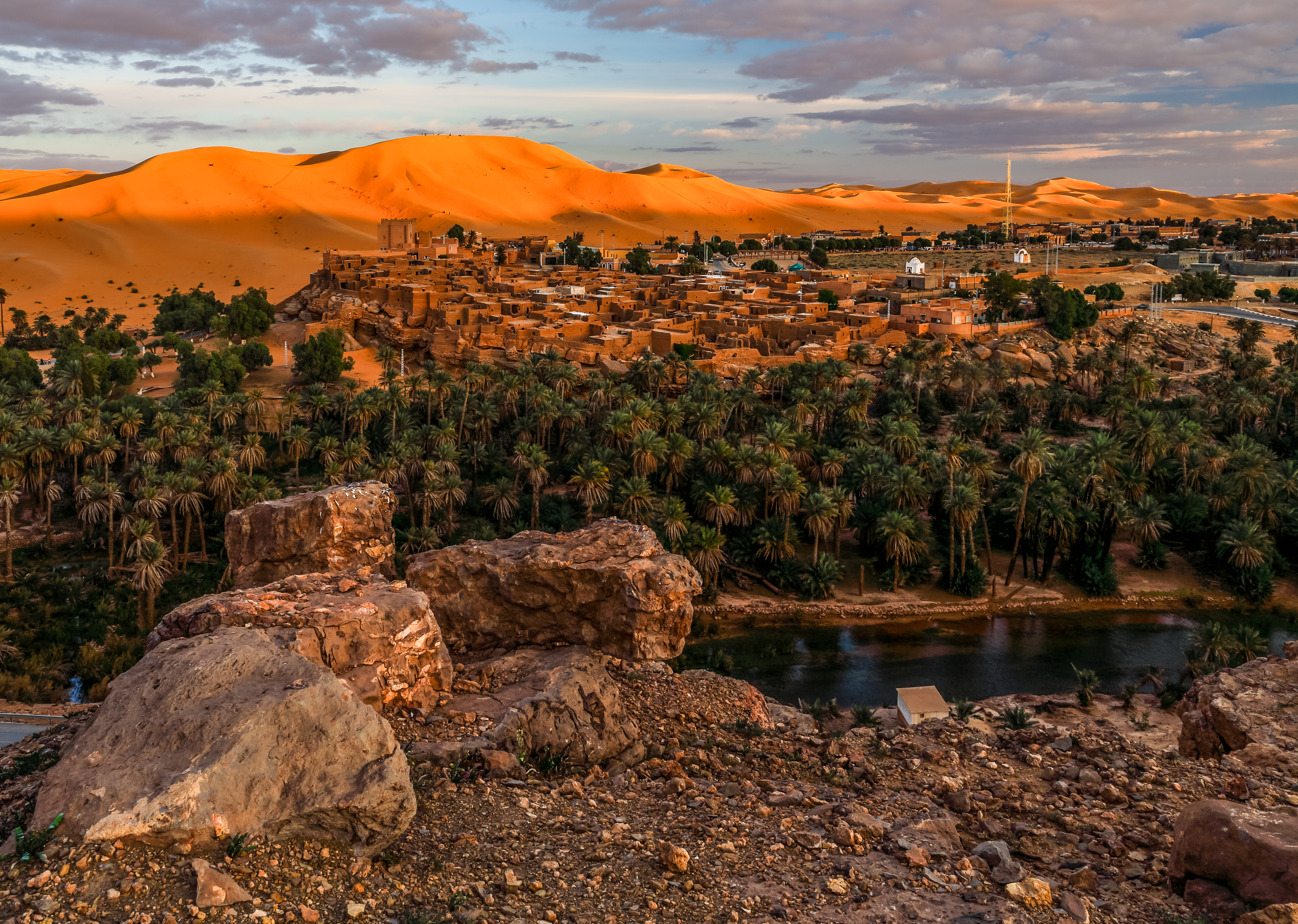
تاغيت

تاغيت أو تاغيلت مدينة وبلدية تابعة إقليميا إلى دائرة تاغيت ولاية بشار الجزائرية (دائرة تاغيت تضم بلدية واحدة هي بلدية تاغيت).

## الموقع
يحدها بلدية تاغيت كل من:
- شرقا: العرق الغربي الكبير.
- شمالا: بني ونيف وبشار.
- جنوبا: إقلي، بني عباس.
- وغربا: العبادلة.

تتربع على مساحة تقدر بحوالي 8040 كلم2، يبلغ عدد سكانها حوالي 7000 نسمة بكثافة تقدر 0,8 %.

## الطبيعة
متكونة من 06 تجمعات سكانية: الزاوية الفوقانية، تاغيت المقر الإداري، بريكة، بربي، بختي، الزاوية التحتانية.
تعتبر تاغيت جوهرة الساورة بجمالها وواحات نخيلها وتنوع طبيعتها، كثبان رملية للعرق الغربي الكبير الشامخة على ارتفاع 745 متر تتكأ عليها المدينة، من جهة الآخرى امتدادات الصحراء الصخرية الحمادة بينهما منعطفات واد زوزفانة. توجد واحة نخيل تطبع الواد بحد أخضر على أكثر من 18 كيلو متر على الضفة اليمنى للوادي تتابع قصورها الستة (06).

## التسمية
سميت تاغيت بأسماء كثيرة أشهرها «الواحة الحمراء» أو «عروس الساورة»
تنقلنا التسمية إلى أحقاب زمنية عابرة متصلة بسكانها الأوائل بني كومي، ويقال بأن الفضل يرجع إليهم في غرس أول أشجار النخيل بتاغيت.
اسم تاغيت مشتق من تاغونت، وتعني بالامازيغية «الحجرة» أو «تغليت» وتعني الهضبة إذ بنيت المدينة على ربوة، و«آغل» هو الذراع والبعض قال هي المكان الضيق بين الجبل والكثبان الرملية.

## تاريخ المنطقة

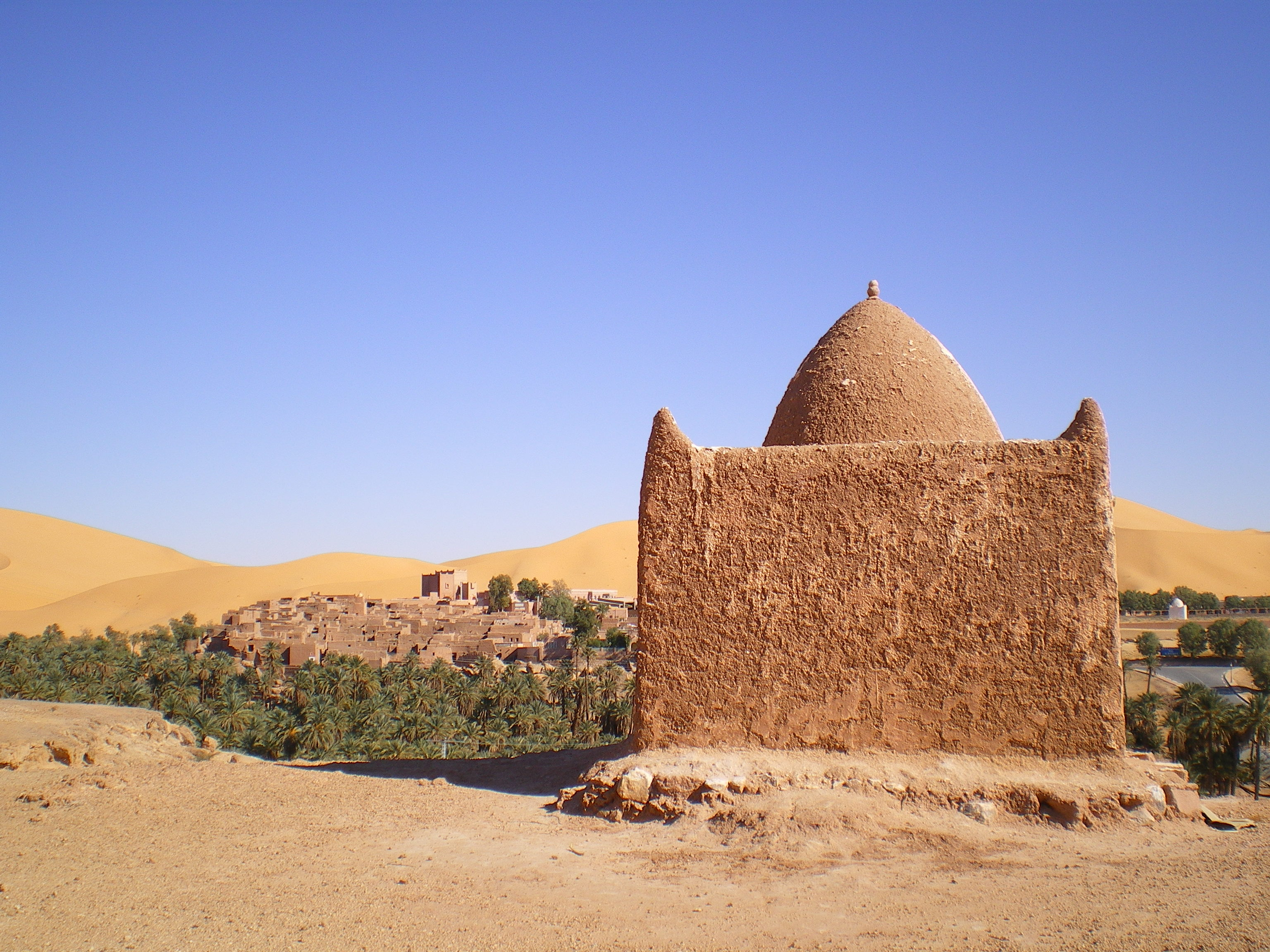

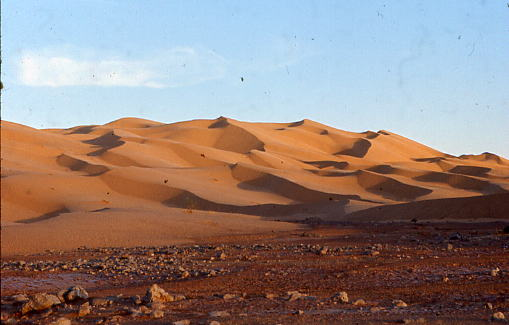

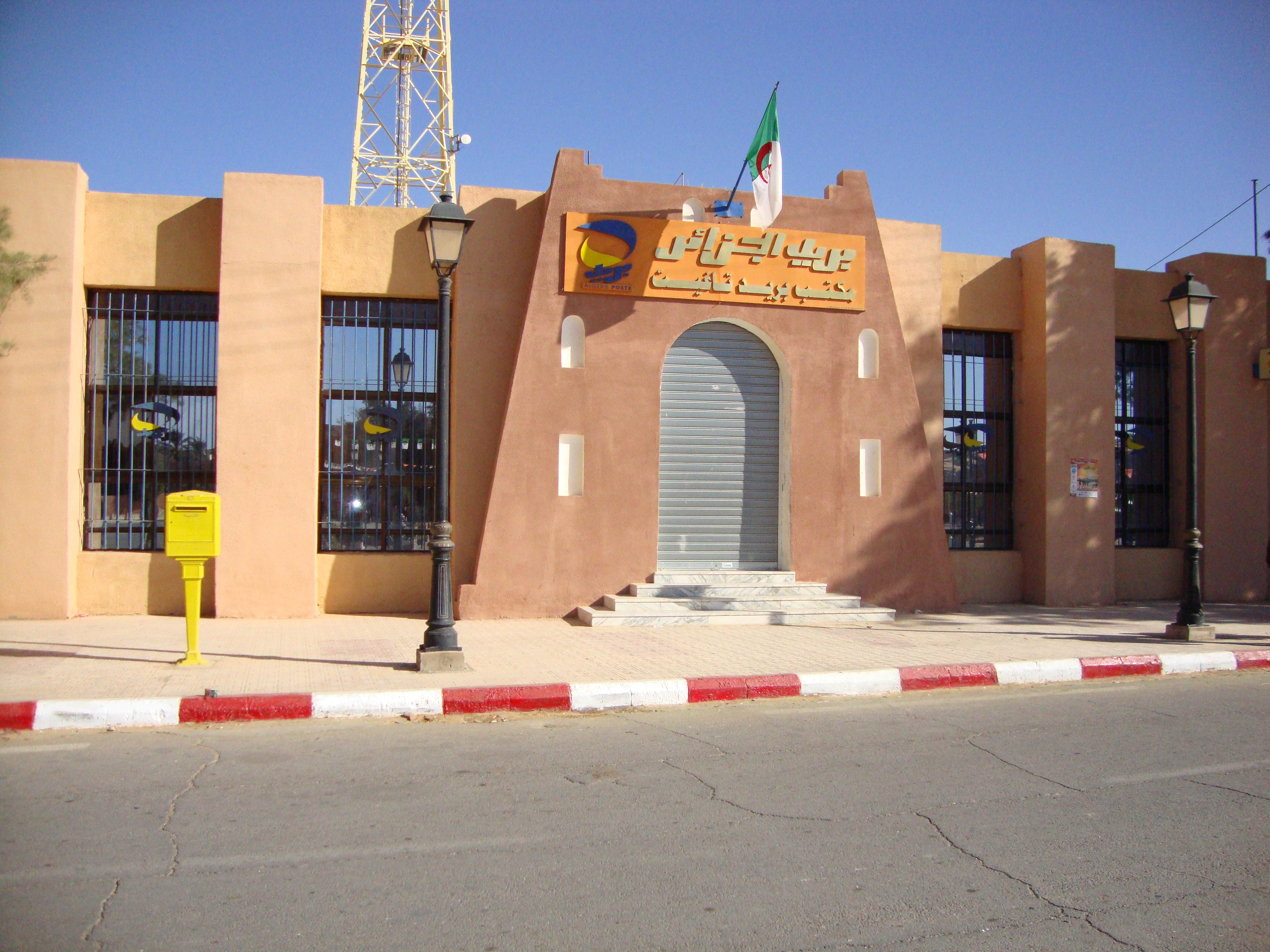
مكتب بريد تاغيت

كانت تاغيت آهلة بالسكان مند أكثر من أحد عشر قرنا. ولقد أكد ابن خلدون وليون الأفريقي في كتابه «وصف افريقيا» أن بني كومي أوبني قومي على الأرجح هم قبيلة من قبائل عهد الواديد الذين حكموا تلمسان قبل أن ينهزموا أمام المرينيين في فـاس عام 735 للهجرة ليقرروا العودة والاستقرار بالصحراء. حيث يقول فيهم المؤرخ الفرنسي لويس دل مارمول كرفاخال في كتابه «افريقيا»:
و يقول عنهم ابن خلدون في كتابه «العبر، وديوان المبتدأ والخبر في أيام العرب والعجم والبربر، ومن عاصرهم من ذوي السلطان الأكبر»:
الرابطة التي كانت بين مدينة تاغيت ومنطقة توات بسبب اليهود الذين كانوا يقطنون (دير شمعون) الموجدة حاليا بقرية بختي، وكذلك من جهة القبائل الموجودة حاليا انتفلت من توات بسبب ضيق العيش وصعوبته.
- أول قبيلة بأرض توات هم الزناتة وجدهم يقال له (سلطة) أسلم على يد خليفة رسول الله صلى الله عليه وسلم أمير المؤمنين عثمان بن عفان الأموي القرشي بالمدينة المنورة.
- أول قبيلة دخلت الصحراء هم (بن عامر) قنو (عين العراكر) بالبيض وانتشرو بالصحراء حيث قامت بحروب بينهم وبين اليهود ومن بعد.

ولقب عرب بن معقل وهم المدعون حاليا (العمور) (الكرارمة) (أولاد زيان)، حتى أمتدى زمنهم إلى عالم المنطقة التواتية (الشيخ عبد الكريم المغيلي) الذي قطع نحب اليهود بالمنطقة.
- منطقة تاغيت: يوجد منطقة تاغيت 24 قصرا، أول من سكن تاغيت قبيلة يقال لها الروابح (أولاد بلخير فقيق) كانت سوق من زمن الخليل.

ويحكى عن المنطقة كانت من جهة العلم قيمة ولكن الحرب لم تترك استقرار العلم بالمنطقة بسبب أن المنطقة غنية من الاكتفاء المعيشي لهذا كانت سيطرة عليها القبائل المتشردة (قصر يدعى عرق الحمام)كان يمتد إلى محطة النقوش الصخرية سكانه يدعون (الأعاجم)
وبقوا قبل ظهور الكتابة لهذا عبروا بالرسم على الحجارة على حال عيشهم.
- القصر الثاني (مزاورو) سكنته قبيلة تدعى (أماسي) بختي وكان قصر ضخم يدعى دير شمعون (قصر بنوار).

## القصور
حرص المعماريون على مراعاة ظروف الطبيعة والطبيعة الاجتماعية للتاغيتيّين خلال هندستهم للمدينة، فبُنيت المنازل في قصور «تاغيت» على ضفاف وادي زوزفانة القادم من بلاد فڤيڤ من الصحراء الشرقية المغربية وبطريقة تسمح للشمس بالنفاذ إليها، فهي مغلقة نحو الخارج ومفتوحة نحو الداخل ومن الأعلى من أجل تمكين البيوت من الضوء والتهوية، وفيها بضعة فضاءات، منها الفضاء المخصص للنساء ويسمى بـ«التيزفري»، وهو ضروري لكل البيوت.
وفي ثنايا القصور شوارع ضيقة، بينما بُنيت نوافذ المنازل صغيرة وهي موجودة في أسقف البيوت لا على جنبات الجدران، وتسمّى النوافذ «عين الدار»، حيث تستخدم في تهوية البيوت.
يقول الباحث الفرنسي في التاريخ بول لاغات:

### تاغيت
- قصر تاغيت

### بني عباس
من أشهر المناطق الأثرية في تاغيت وقصورها هي:
- قصر أولات أوروت
- قصر بني حسان
- قصر القصيبة
- قصر الزاوية الفوقانية
- قصر الزاوية التحتانية
- قصر بربي
- قصر بريكة
- قصر بختي

## الزوايا
- الزوايا الفوقانية
- الزوايا التحتانية
- زاوية سيدي بونڤاب
- زاوية سيدي سعيد

## المهرجانات

### دخول الاستعمار إلى منطقة تاغيت
في يناير- فيفري 1897 وصلت الجيوش الفرنسية وعلى رأسها الرائد غوردن ودخلت لأول مرة إلى منطقة زوزفانة قبل احتلال بشار.
حيث أسست لها مركزا عسكريا مواجها لقصر تاغيت أحد قصور بني ڤومي فسمت هذا المركز بمركز تاغيت على اسم القصر المواجه له، وبالتالي أسست بناحيته المدينة الأوربية كعادة فرنسا في احتلاله للمداشر فاشتهرت البلاد باسم تاغيت على إلحاق تسمية الجزء بالكل، حتى انمحى اسم بني ڤومي من الذاكرة وأخذ الشهرة قصر تاغيت مع أنه كان مثله مثل باقي القصور الڤومية.

## فـندق تاغـيت
يعتبر فندق تاغيت مركب سياحي، صممه المهندس الإيطالي Puchita وبناء الشركة الجزائرية الإيطالية Set sud سنة 1969 وتم تدشينه من طرف وزير الخارجية الجزائري والتونسي السيد: بوتفليقة عبد العزيز والسيد: الهادي نويرة سنة 1971.
ولهدا المعلم السياحي ذو ثلاثة نجوم، طاقة استيعاب 120 سرير (60 غرفة) ومطعم يقدم خدماته لإكثر من 200 وجبة ويمكن إقامة يوم دراسي فوق طاقته لـ 50 مؤتمر إذ يوجد به قاعتين للاجتماعات، وهو الآن مسير من طرف مؤسسة التسيير السياحي للغرب EGTO

## التراث
الوطن يزخر بما خلفته مئات السنين وما تركته الثقافات التي تعاقبت منذ ظهور البشر إلى اليوم. الثرات بمثابة البصمة، تدل وتعرف بهوية صاحبها ومختلف عناصر الثرات وإن كانت صغيرة، عبارة عن وثائق ومصادر تكتب التاريخ وتوضح ما كان غامضا، وتحل في العديد من حقب التاريخ محل وثائق المكتوبة عند فقدان هذه الأخيرة. لنقف عند ما يمكن ملاحظته بمنطقتنا، بتاغيت بصمات ما قبل التاريخ وثرات التاريخ القديم وإن كان بعض من معالم التاريخ مصنفة تحت رعاية ومسؤولية الدولة.

## النقوش الصخرية
النقوش الصخرية القديمة الموجودة بصحراء دائرة تاغيت مثلا يفوق عمرها 08 آلاف سنة قبل التاريخ، وقيل أن عمرها يترواح ما بين 04 آلاف إلى 07 آلاف سنة قبل التاريخ بها من النقوش رسومات للأسود وللثيران المسماة «البوفيديا». حيث عبر الإنسان البدائي الأول بيئته والحيوانات التي عاشت معه بنقشها على الصخر، كما يعتبر الفن الصخري أهم وأقدم دليل إنساني وثقافي في المنطقة.
كما أنه وعلى بعد نحو 40 كلم جنوب دائرة تاغيت توجد رؤوس الرماح وأحافير حيوانات اندثرت تدل على أن المنطقة كانت تغمرها المياه قديما.
- الفترة البقرية l'epoque bovidienne des pasteurs: موجودة بكثرة بالأطلس الصحراوي ومميزاتها ظهورقطعان البقر – الغزلان باعدد كثيرة – ثيران – الأروية – حيوان النو – الأسد – الخنازير – الفهود – الضباع – النعام – النحام – الثعابين.

### بقر وضباء

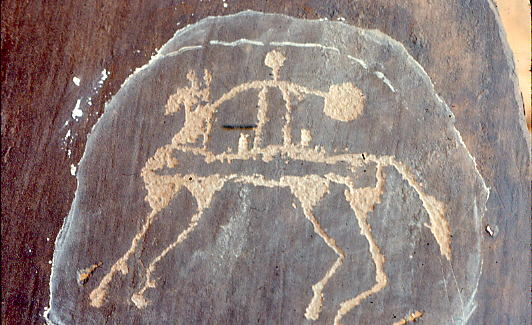
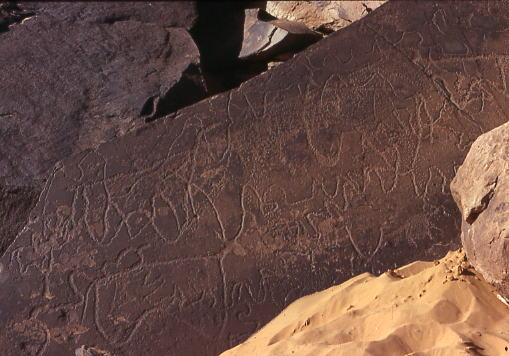
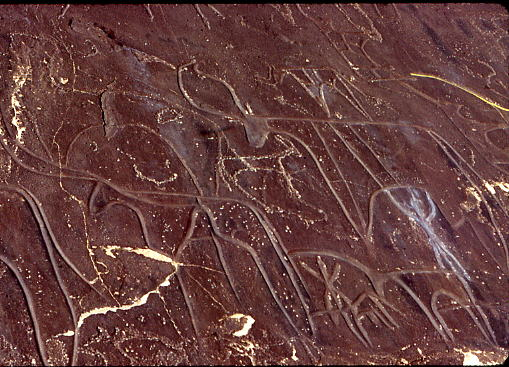
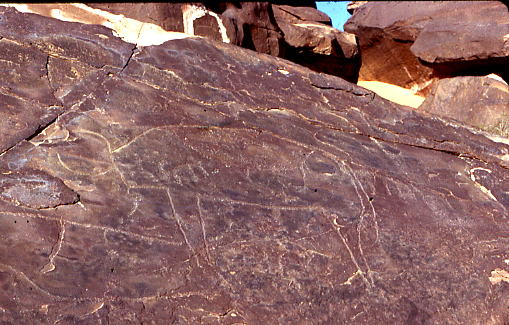
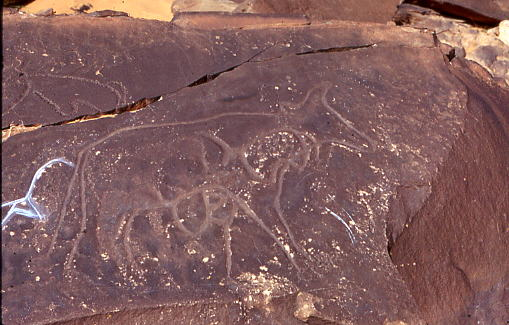
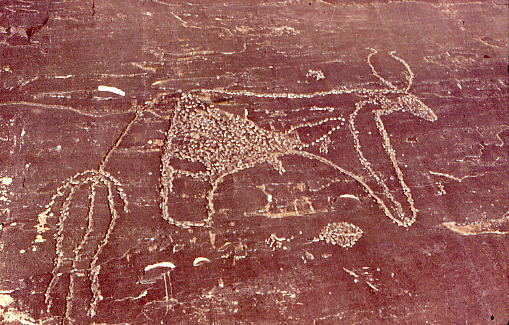
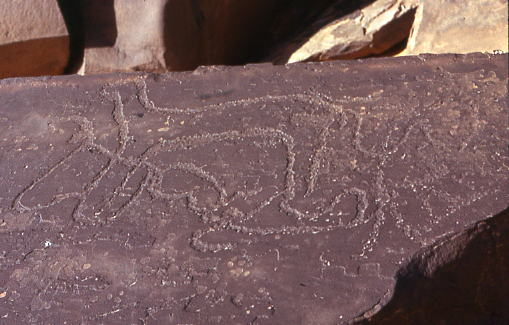
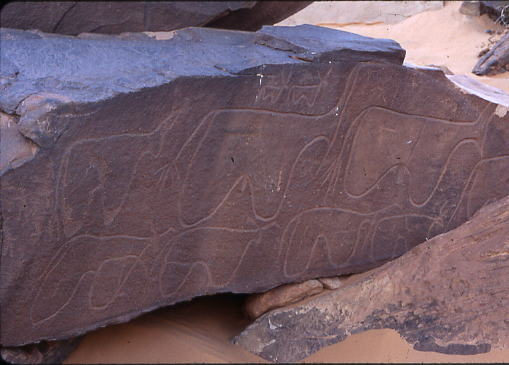
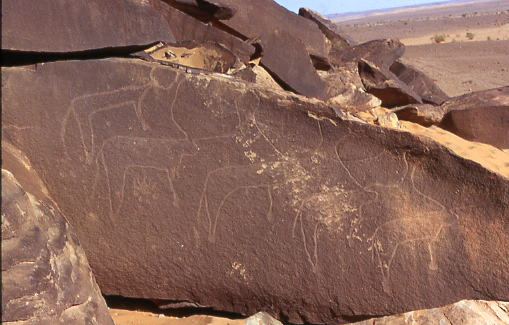
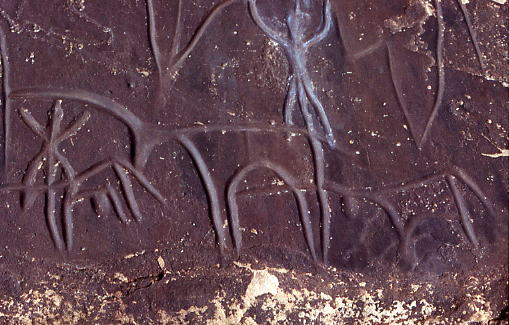
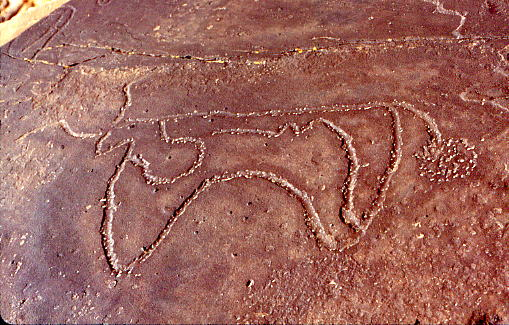
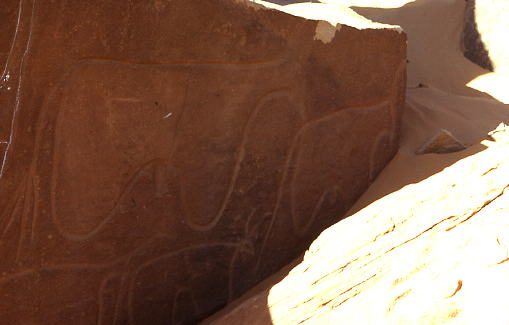
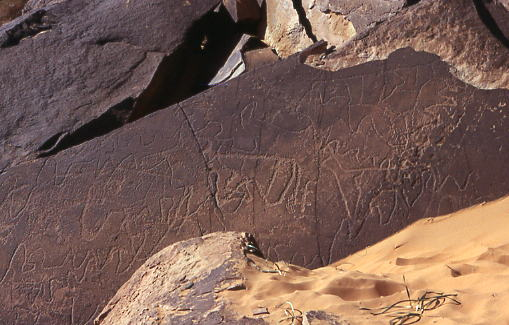
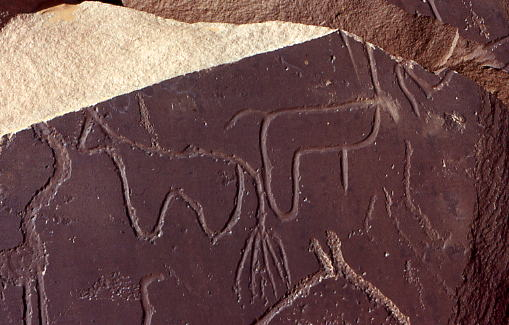
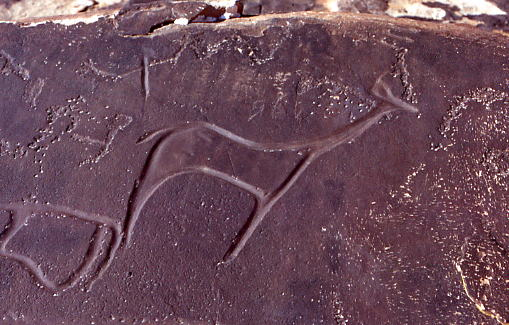
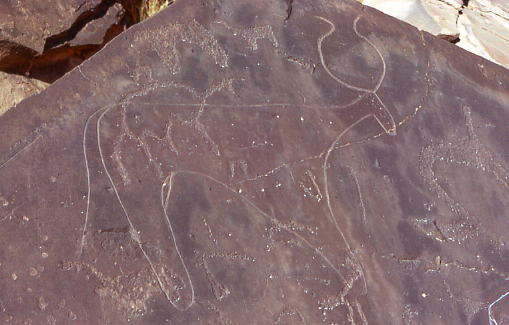
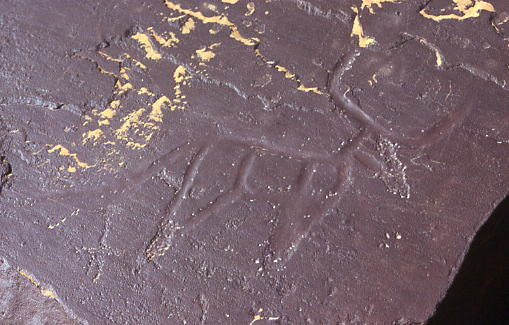
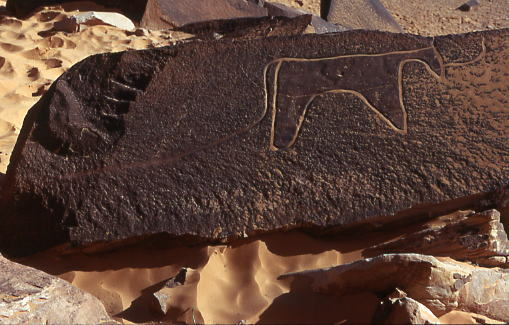
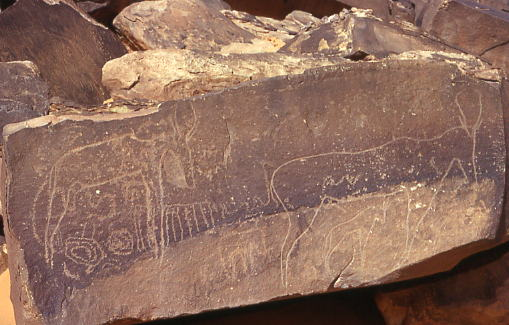
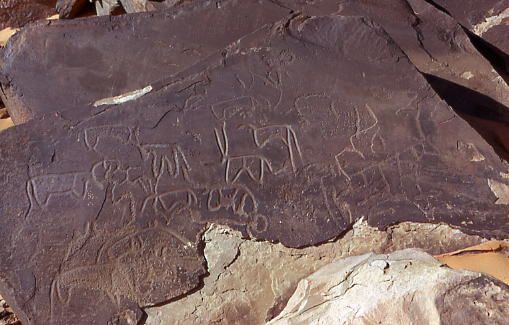
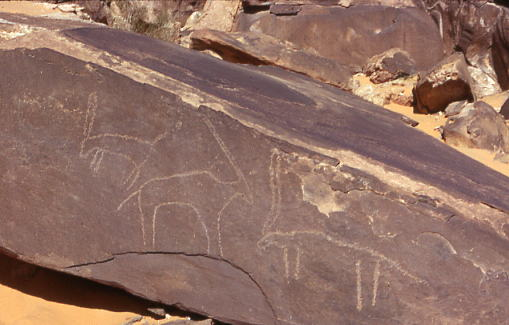
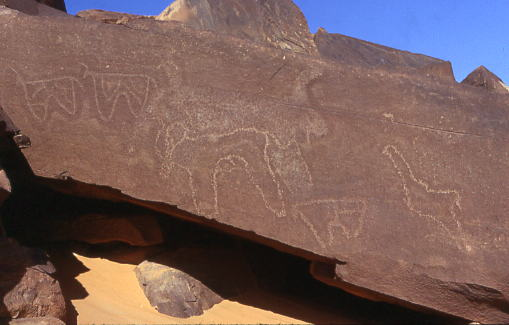

- الفترة الليبية. L'époque lybico berbère : موجودة كذلك بقصر بربي وسكانه يثحدثون اللهجة الأمازيغية (الشلحة).
وفي المكان المسمى «جبل قبقب» نسبة إلى سقوط الأحجار باستمرار وخاصة في الليل ونسبة للأصوات التي يصدرها الحجر المتساقط.
يوجد بها «البوفيديا» الأروية – الغزلان – الثيران – الجمال – السحليات والكثبان الليبية، لا تزال في مجال البحث وكشف رموزها حيث تمتاز بقربتها إلى التيفناغ والأمازيغية القديمة وبعض الرموز تدل على طقوس دينية أوغير ذلك.
في هذه الحقبة ظهور الكتابة والأشكال الليبية lybique ، وهي نوعان:
- الشكل الأول: يمتاز بالواقعية يوجد بالمنطقة القبائل ووسط الصحراء والجنوب الوهراني (واد زوزفانة)
- الشكل الثاني: يمتاز بظهور نقوش مثل صور الج

## العلاج بالرمل
إلى جانب التمتّع بجمال تاغيت، لك أيضا أن تتداوى بهذه الرمال الصحراوية، فحبات رمل المنطقة تتمتع بخصائص علاجية كبيرة لمكافحة العديد من الأمراض مثل الروماتيزم، والتهاب المفاصل، وآلام أسفل الظهر، وآلام العضلات والحساسية وغيرها.
وتتكون أحواض الرمل عن طريق حفر حفرة مقابلة لقياس حجم المريض إلى عمق لا يتجاوز عادة 20 سنتمتر، ويبقى الثقب مفتوحا لمدة نصف ساعة حتى يتم امتصاص الحرارة. بعدها يستلقي المريض بالحفرة على ظهره ومغطى بالكامل بالرمال الساخنة، باستثناء الرأس، لفترات تحدد بحسب حالة المريض الصحية، وسنه، وطبيعة مرضه، وقد تصل عند القادر على التحمل إلى 35 دقيقة، فيما لا تتجاوز 15 دقيقة بالنسبة للعجزة، تمتص خلالها الرمال كميات كبيرة من الماء الزائد في الجسم.
ومباشرة بعد الانتهاء من تغطية الجسم بالرمل، تنصب خيمة أو شمسية تقي الأجزاء الظاهرة منه، لا سيما الرأس من الأشعة الحارقة، كما يزود بالماء كلما طلب، على أن يكون ببرودة معتدلة، وبعد انقضاء المدة المحددة يخرج المريض بلطف، ليغطى برداء صوفي، لضمان سلامته.

## وصلات أخرى

### وصلات داخلية
- دائرة تاغيت

### وصلات خارجية
- دار الضيافة برج سعد

1. ↑  إحصاء سكان بشار نسخة محفوظة 17 سبتمبر 2017 على موقع واي باك مشين. [وصلة مكسورة]
2. ↑  GeoNames (بالإنجليزية), 2005, QID:Q830106
3. 1 2 3 4  "قصور تاغيت بالجزائر.. 'كنز' طينيّ يصارع الزمن | Maghrebvoices". www.maghrebvoices.com. مؤرشف من الأصل في 2020-08-08. اطلع عليه بتاريخ 2020-08-08.
4. ↑  Lionnet, Denis. "La période bovidienne". Futura (بالفرنسية). Archived from the original on 2020-08-14. Retrieved 2021-01-05.
5. ↑  "تاغيت الجزائرية.. سحر الطبيعة الصحراوية". نون بوست. 18 أبريل 2018. مؤرشف من الأصل في 2019-01-09. اطلع عليه بتاريخ 2020-08-14.